# Провинције Сао Томе и Принсипеа
Сао Томе и Принсипе је подељен у две провинције: 
Сао Томе (главни град: Сао Томе)- Провинција се састоји од једног острва на коме живи највећи део становништва ове државе. 
Принсипе (главни град: Санто Антонио)- Ова провинција се налази на мањем острву Принсипе. 
Провинције су даље подељене у седам distrikta, шест на Сао Томе и једном на Принсипе. То су: Агва Гранде, Кантагало, Kaje, Лемба, Лобата, Ме-Зочи, и Паге.